# Rosenbergia drumonti
Rosenbergia drumonti är en skalbaggsart som beskrevs av Lars Wallin och Nylander 2007. Rosenbergia drumonti ingår i släktet Rosenbergia och familjen långhorningar. Inga underarter finns listade i Catalogue of Life.